# V354 Цефея
V354 Цефея є червоним надгігантом. Зірка розташована в галактиці Чумацький Шлях. Належить до нерегулярних змінних і розташована приблизно в 9000 світлових років від нашого Сонця. В наш час[коли?] вважається однією з найбільших відомих зірок, з радіусом приблизно в 1520 разів більше, ніж Сонце, або 1 060 000 000 км. Якби цю зірку розмістити на місці Сонця, то її діаметр був би 7 а. о., і закінчувався б між орбітами Юпітера і Сатурна.